# VAXPOP
VAXPOP（ヴァックスポップ）は、日本のロックバンドである。

## 概要
1980年にヴォーカルの小栗昌彦らを中心に結成し、メンバーチェンジを経て1989年にNECアベニューからシングル「DRIVE AWAY」およびアルバム「VAXPOP」でメジャーデビューを果たす。その後6枚のシングル、3枚のアルバムをリリースを経て1992年に解散。解散から23年後の2015年5月に都内のライブハウスにて一夜限りの再結成を行った。

## メンバー

### 解散地点のメンバー
- 小栗昌彦 - ヴォーカル
  - 解散後はソロ歌手としてビデオアーツ・ミュージックからシングル、アルバム共に1枚リリースしている[1][2]。
- 吉永訓春 - ギター
- 菅沼行蔵 - ベース
- 山口昌人 - ドラムス（サポートメンバー）

### 旧メンバー
- 入江智宏 - ギター
- 斎藤忠博 - ドラムス

## ディスコグラフィ

### シングル
- DRIVE AWAY（1989年2月21日発売）
  1. DRIVE AWAY
  2. すべては瞬間の中で

- 激しい雨（1989年4月21日発売）
  1. 激しい雨
  2. STREET CORNER
- TOGETHER（1989年6月21日発売）
  1. TOGETHER
  2. DAYS
- 六月の空（1990年1月31日発売）
  1. 六月の空
  2. KICK IN THE HEART
- いま瞬間をこえて（1990年6月21日発売）
  1. いま瞬間をこえて タイアップ：大塚製薬「オロナミンCドリンク」CMソング
  2. ヘッドライトリバーの上で
- LONG DISTANCE（1990年10月21日発売）
  1. LONG DISTANCE
  2. 予言者
- TWO HEARTS（1992年3月21日発売）
  1. TWO HEARTS
  2. BELIEVE
- 永遠の一瞬（1995年4月26日発売）- 「小栗昌彦」名義
  1. 永遠の一瞬 タイアップ：ウィークエンドライブ 週刊地球TV（テレビ朝日系）エンディングテーマ
  2. ノスタルジア
  3. 永遠の一瞬（オリジナル・カラオケ）

### アルバム
- VAXPOP（1989年2月21日発売）
- 世界の真ん中で（1990年1月21日発売）
- LONG DISTANCE（1990年10月21日発売）
- VAXPOP IV（1992年3月21日発売）
- GROWING PAINS（1995年5月25日発売） - 「小栗昌彦」名義